# Jack Oosterlaak
Justus Kinloch Ayres "Jack" Oosterlaak (Wellington, 15 de gener de 1896 - Pretòria, 5 de juny de 1968) va ser un atleta sud-africà, que va competir a començaments del segle xx.
El 1920 va prendre part en els Jocs Olímpics d'Anvers, on disputà quatre proves del programa d'atletisme. En la cursa del 4x400 metres relleus, formant equip amb Henning Dafel, Clarence Oldfield i Bevil Rudd, guanyà la medalla de plata. En els 200 metres fou sisè, mentre en els 100 metres i el 4x100 metres relleus quedà eliminat en sèries.

## Millors marques
- 100 metres. 11.0" (1920)
- 200 metres. 21.7" (1922)
- 400 metres. 48.9" (1921)[1][2]